# Fenilpropanolamina
La fenilpropanolamina (en ocasiones abreviada como FPA), también llamada fenilpropalamina y conocida comercialmente como Emagrin Plus AP (Pfizer), es un fármaco de la familia de las feniletilaminas. Se utiliza, en dosis bajas, como descongestivo en medicamentos antigripales. También se empleaba, en dosis altas, como supresor del apetito en tratamientos de la obesidad y de adelgazamiento. Estas dosis tan elevadas son peligrosas, y pueden provocar hemorragias cerebrales, exclusivamente cuando se usa a dosis altas como anorexígeno Generalmente se emplea como descongestivo o como supresor del apetito. En veterinaria, se le emplea para controlar la incontinencia urinaria en perros.[cita requerida]

## Precauciones y advertencias[citarequerida]
- No debe consumirse junto con productos que contengan cafeína.[5]
- Junto con la amantadina, parece producir intensas sensaciones de déjà vu.
- Junto con el paracetamol (acetaminofen), parece producir desvaríos y alucinaciones.
- Los medicamentos que contienen fenilpropanolamina u otros agentes simpaticomiméticos (fenilefrina, pseudoefedrina) están contraindicados en personas con hipertensión arterial, con hipertiroidismo, con enfermedad coronaria y en quienes reciben tratamiento con inhibidores de la monoaminooxidasa. Deben administrarse con precaución en pacientes con glaucoma, hipertrofia prostática y diabetes, ya que pueden agravar estos cuadros.